# Barrel jumping
Barrel jumping (z ang. przeskakiwanie beczek) – dyscyplina łyżwiarstwa polegająca na przeskakiwaniu beczek przez rozpędzonego łyżwiarza. Sport wywodzi się z łyżwiarskich wyścigów z przeszkodami, uprawianych w Holandii w XIX wieku. Dyscyplinę skodyfikowano w okresie międzywojennym w Stanach Zjednoczonych. Kanadyjska Federacja Skoków przez Beczki chciała przeprowadzić zawody pokazowe na Zimowych Igrzyskach Olimpijskich w Lillehammer.